# Pointe Louis-Amédée
La  pointe Louis-Amédée (Picco Luigi Amedeo en italien) est un sommet de 4 470 mètres situé dans le massif du Mont-Blanc, nommé en l'honneur du duc des Abruzzes Louis-Amédée de Savoie qui était alpiniste. La pointe domine le glacier du Mont-Blanc à l'ouest et le glacier du Brouillard à l'est.